# Radibosh Point
Der Radibosh Point (englisch; bulgarisch нос Радибош nos Radibosch) ist eine Landspitze an der Davis-Küste des Grahamlands auf der Antarktischen Halbinsel. Sie liegt 2,8 km östlich des Kap Kater, 6,08 km nordöstlich des Tarakchiev Point, 12,65 km nordnordwestlich des Nikyup Point und 19,2 km westlich des Kap Kjellman am nordöstlichen Ausläufer der Whittle-Halbinsel. 
Deutsche und britische Wissenschaftler kartierten sie 1996 gemeinsam. Die bulgarische Kommission für Antarktische Geographische Namen benannte sie 2010 nach der Ortschaft Radibosch im Westen Bulgariens.